# Пјанело-Колине (Мачерата)
Пјанело-Колине (итал. Pianello-Colline) насеље је у Италији у округу Мачерата, региону Марке.
Према процени из 2011. у насељу је живело 14 становника. Насеље се налази на надморској висини од 428 м.